# Beveiligingsniveau
Het beveiligingsniveau heeft betrekking op de mate van beveiliging en bewaking. Vaak is er sprake van een classificatie.
In verschillende contexten spreekt men over beveiligingsniveaus:

## Maatregelen

### Fysieke beveiligingsmaterialen
Sloten zijn verschillend geconstrueerd en van verschillend materiaal, wat maakt dat ze makkelijk dan wel moeilijk te openen zijn zonder bijhorende sleutels. Om inbraak te voorkomen, is het verstandig dat het beveiligingsniveau van de sloten niet te laag is. Het Politiekeurmerk Veilig Wonen is een voorbeeld van een belangrijke maatstaf hierin.

### Internet/software
Ook binnen het internet kan er onderscheid gemaakt worden wat betreft het beveiligingsniveau van de software. Dat kan bijvoorbeeld variëren van een eenvoudig wachtwoord tot biometrische scans, zoals vingerafdrukken, irisscans en combinaties daarvan.

## = Justitiële instellingen
In Nederland binnen de Dienst Justitiële Inrichtingen hanteert men ook een classificatie van het beveiligingsniveau. Dat loopt op van niveau 1 (voordeur op slot) tot niveau 5 (Extra Beveiligde Inrichting).
Ook binnen bepaalde zorgafdelingen worden verschillende beveiligingsniveaus voorzien.